# 최낙타
최낙타(1990년 2월 9일 ~ )는 대한민국의 싱어송라이터이다. 본명은 최정호이며, 소속사는 케이에이치컴퍼니이다. 전 국회의원 최재성의 아들이다.

## 관련링크
- FACEBOOK
- TWITTER
- INSTAGRAM
- 네이버 인물정보